# Pomniki w Łomży
Pomniki w Łomży – lista pomników znajdujących się w mieście Łomży:

## Pomniki
| Pomnik upamiętniający postać Rotmistrza Witolda Pileckiego | Pomnik upamiętniający postać Rotmistrza Witolda Pileckiego |
| ---------------------------------------------------------- | --- |
|                                                            | \| lokalizacja: \| ulica Rtm. Witolda Pileckiego, nieopodal skrzyżowania z Aleją Legionów \| \| autor: \| Tadeusz Babiel \| \| data odsłonięcia: \| 3 czerwca 2018 \| |
| lokalizacja:                                               | ulica Rtm. Witolda Pileckiego, nieopodal skrzyżowania z Aleją Legionów                                                                                                |
| autor:                                                     | Tadeusz Babiel |
| data odsłonięcia:                                          | 3 czerwca 2018 |

| Pomnik ku czci ofiar katastrofy smoleńskiej | Pomnik ku czci ofiar katastrofy smoleńskiej |
| ------------------------------------------- | --- |
|                                             | \| lokalizacja: \| ulica Kardynała Stefana Wyszyńskiego 11 (przy Sanktuarium Miłosierdzia Bożego w Łomży) \| \| autor: \| Tadeusz Babiel \| \| data odsłonięcia: \| 10 listopada 2010 \| |
| lokalizacja:                                | ulica Kardynała Stefana Wyszyńskiego 11 (przy Sanktuarium Miłosierdzia Bożego w Łomży)                                                                                                   |
| autor:                                      | Tadeusz Babiel |
| data odsłonięcia:                           | 10 listopada 2010 |

| Pomnik upamiętniający wizytę Jana Pawła II w Łomży | Pomnik upamiętniający wizytę Jana Pawła II w Łomży                                                       |
| -------------------------------------------------- | --- |
|                                                    | \| lokalizacja: \| ulica Mazowiecka 8 \| \| autor: \| Czesław Dźwigaj \| \| data odsłonięcia: \| 1996 \| |
| lokalizacja:                                       | ulica Mazowiecka 8                                                                                       |
| autor:                                             | Czesław Dźwigaj                                                                                          |
| data odsłonięcia:                                  | 1996 |

| Obrońcom i Wyzwolicielom Ojczyzny | Obrońcom i Wyzwolicielom Ojczyzny |
| --------------------------------- | --- |
|                                   | \| lokalizacja: \| ulica Wiejska 16 (na terenie Szkoły Policealnej Ochrony Zdrowia) \| \| autor: \| nieznany \| \| data odsłonięcia: \| 1971 \| |
| lokalizacja:                      | ulica Wiejska 16 (na terenie Szkoły Policealnej Ochrony Zdrowia)                                                                                |
| autor:                            | nieznany |
| data odsłonięcia:                 | 1971 |

| Pomnik ku czci żołnierzy łomżyńskich zamordowanych przez NKWD | Pomnik ku czci żołnierzy łomżyńskich zamordowanych przez NKWD                                                                                          |
| ------------------------------------------------------------- | --- |
|                                                               | \| lokalizacja: \| ulica Mikołaja Kopernika 16 (na terenie Zespołu Szkół Ekonomicznych) \| \| autor: \| \| \| data odsłonięcia: \| 15 sierpnia 1998 \| |
| lokalizacja:                                                  | ulica Mikołaja Kopernika 16 (na terenie Zespołu Szkół Ekonomicznych)                                                                                   |
| autor:                                                        | |
| data odsłonięcia:                                             | 15 sierpnia 1998 |

| Pomnik Żołnierzom 33 Pułku Piechoty | Pomnik Żołnierzom 33 Pułku Piechoty |
| ----------------------------------- | --- |
|                                     | \| lokalizacja: \| Aleja Legionów 131 (koszary Jednostki Wojskowej nr 1511) \| \| autor: \| \| \| data odsłonięcia: \| 15 sierpnia 1998 \| |
| lokalizacja:                        | Aleja Legionów 131 (koszary Jednostki Wojskowej nr 1511)                                                                                   |
| autor:                              | |
| data odsłonięcia:                   | 15 sierpnia 1998 |

| Pomnik Zygmunta Glogera | Pomnik Zygmunta Glogera                                                                                             |
| ----------------------- | --- |
|                         | \| lokalizacja: \| ulica Sadowa 12 \| \| autor: \| Ferdynand Jarocha \| \| data odsłonięcia: \| 25 sierpnia 1973 \| |
| lokalizacja:            | ulica Sadowa 12 |
| autor:                  | Ferdynand Jarocha                                                                                                   |
| data odsłonięcia:       | 25 sierpnia 1973 |

| Pomnik Stacha Konwy | Pomnik Stacha Konwy |
| ------------------- | --- |
|                     | \| lokalizacja: \| u zbiegu ulic Wojska Polskiego i Nowogrodzkiej \| \| autor: \| Gerwazy Lórinczy \| \| data odsłonięcia: \| 29 czerwca 1958 \| |
| lokalizacja:        | u zbiegu ulic Wojska Polskiego i Nowogrodzkiej                                                                                                   |
| autor:              | Gerwazy Lórinczy |
| data odsłonięcia:   | 29 czerwca 1958 |

| Pomnik poświęcony Tadeuszowi Kościuszce | Pomnik poświęcony Tadeuszowi Kościuszce                                                                    |
| --------------------------------------- | --- |
|                                         | \| lokalizacja: \| Plac Kościuszki, na rondzie \| \| autor: \| nieznany \| \| data odsłonięcia: \| 1917 \| |
| lokalizacja:                            | Plac Kościuszki, na rondzie                                                                                |
| autor:                                  | nieznany                                                                                                   |
| data odsłonięcia:                       | 1917 |

| Pomnik poświęcony Ojcu Św. Janowi Pawłowi II | Pomnik poświęcony Ojcu Św. Janowi Pawłowi II                                                                    |
| -------------------------------------------- | --- |
|                                              | \| lokalizacja: \| Plac Jana Pawła II \| \| autor: \| Gustaw Zemła \| \| data odsłonięcia: \| 5 czerwca 1994 \| |
| lokalizacja:                                 | Plac Jana Pawła II                                                                                              |
| autor:                                       | Gustaw Zemła |
| data odsłonięcia:                            | 5 czerwca 1994                                                                                                  |

| Pomnik Pamięci Żołnierzy Armii Krajowej Obwodu Łomżyńskiego | Pomnik Pamięci Żołnierzy Armii Krajowej Obwodu Łomżyńskiego                        |
| ----------------------------------------------------------- | ---------------------------------------------------------------------------------- |
|                                                             | \| lokalizacja: \| Aleja Legionów 36 \| \| autor: \| \| \| data odsłonięcia: \| \| |
| lokalizacja:                                                | Aleja Legionów 36                                                                  |
| autor:                                                      |                                                                                    |
| data odsłonięcia:                                           |                                                                                    |

| Pomnik Pamięci Bohaterów Walk o Wolność i Niepodległość Polski | Pomnik Pamięci Bohaterów Walk o Wolność i Niepodległość Polski                                                                                |
| -------------------------------------------------------------- | --- |
|                                                                | \| lokalizacja: \| róg Szosy Zambrowskiej i ulicy Zawadzkiej \| \| autor: \| Edward Stefanowicz \| \| data odsłonięcia: \| 20 czerwca 2003 \| |
| lokalizacja:                                                   | róg Szosy Zambrowskiej i ulicy Zawadzkiej |
| autor:                                                         | Edward Stefanowicz |
| data odsłonięcia:                                              | 20 czerwca 2003 |

| Pomnik Ofiar Represji Stalinowskich | Pomnik Ofiar Represji Stalinowskich |
| ----------------------------------- | --- |
|                                     | \| lokalizacja: \| ulica Kardynała Stefana Wyszyńskiego 11, przy Sanktuarium Miłosierdzia Bożego w Łomży \| \| autor: \| Janusz Czarny \| \| data odsłonięcia: \| Listopad, 1994 \| |
| lokalizacja:                        | ulica Kardynała Stefana Wyszyńskiego 11, przy Sanktuarium Miłosierdzia Bożego w Łomży                                                                                               |
| autor:                              | Janusz Czarny |
| data odsłonięcia:                   | Listopad, 1994 |

| Pomnik Kardynała Stefana Wyszyńskiego | Pomnik Kardynała Stefana Wyszyńskiego |
| ------------------------------------- | --- |
|                                       | \| lokalizacja: \| ulica Długa, przy Katedrze św. Michała Archanioła \| \| autor: \| Czesław Dźwigaj \| \| data odsłonięcia: \| 4 lipca 2001 \| |
| lokalizacja:                          | ulica Długa, przy Katedrze św. Michała Archanioła                                                                                               |
| autor:                                | Czesław Dźwigaj |
| data odsłonięcia:                     | 4 lipca 2001 |

| Pomnik Jakuba Wagi | Pomnik Jakuba Wagi |
| ------------------ | --- |
|                    | \| lokalizacja: \| ulica Wojska Polskiego, Park im. Jakuba Wagi \| \| autor: \| Ferdynand Jarocha \| \| data odsłonięcia: \| 1967 \| |
| lokalizacja:       | ulica Wojska Polskiego, Park im. Jakuba Wagi                                                                                         |
| autor:             | Ferdynand Jarocha |
| data odsłonięcia:  | 1967 |

| Harcerzom Ziemi Łomżyńskiej | Harcerzom Ziemi Łomżyńskiej |
| --------------------------- | --- |
|                             | \| lokalizacja: \| ulica Polowa (skwer Leona Kaliwody) \| \| autor: \| Edward Stefanowicz \| \| data odsłonięcia: \| 11 listopada 1996 \| |
| lokalizacja:                | ulica Polowa (skwer Leona Kaliwody) |
| autor:                      | Edward Stefanowicz |
| data odsłonięcia:           | 11 listopada 1996 |

| Pomnik – ławeczka Hanki Bielickiej | Pomnik – ławeczka Hanki Bielickiej                                                                               |
| ---------------------------------- | --- |
|                                    | \| lokalizacja: \| ulica Farna \| \| autor: \| Michał Selerowski \| \| data odsłonięcia: \| 11 listopada 2007 \| |
| lokalizacja:                       | ulica Farna |
| autor:                             | Michał Selerowski                                                                                                |
| data odsłonięcia:                  | 11 listopada 2007                                                                                                |

| Pomnik Bohdana Stefana Winiarskiego | Pomnik Bohdana Stefana Winiarskiego                                                                                             |
| ----------------------------------- | --- |
|                                     | \| lokalizacja: \| ulica Dworna 14 \| \| autor: \| Krystyna Winiarska - Gotowska \| \| data odsłonięcia: \| 10 kwietnia 1987 \| |
| lokalizacja:                        | ulica Dworna 14 |
| autor:                              | Krystyna Winiarska - Gotowska                                                                                                   |
| data odsłonięcia:                   | 10 kwietnia 1987 |

| Pomnik Powstańców Listopadowych | Pomnik Powstańców Listopadowych                                                                                          |
| ------------------------------- | --- |
|                                 | \| lokalizacja: \| ulica Kopernika (na terenie cmentarza) \| \| autor: \| nieznany \| \| data odsłonięcia: \| 1931[5] \| |
| lokalizacja:                    | ulica Kopernika (na terenie cmentarza)                                                                                   |
| autor:                          | nieznany |
| data odsłonięcia:               | 1931 |

| Bojownikom Za Wolność Ojczyzny | Bojownikom Za Wolność Ojczyzny |
| ------------------------------ | --- |
|                                | \| lokalizacja: \| Szosa Zambrowska 59 \| \| autor/fundator: \| z inicjatywy E. Zajączkowskiego[6] \| \| data odsłonięcia: \| 2 listopada 1916 \| |
| lokalizacja:                   | Szosa Zambrowska 59 |
| autor/fundator:                | z inicjatywy E. Zajączkowskiego |
| data odsłonięcia:              | 2 listopada 1916 |

| W Hołdzie Żołnierzom 33 Pułku Piechoty | W Hołdzie Żołnierzom 33 Pułku Piechoty |
| -------------------------------------- | --- |
|                                        | \| lokalizacja: \| Plac Jana Pawła II \| \| autor/fundator: \| ufundowało Towarzystwo Przyjaciół Ziemi Łomżyńskiej \| \| data odsłonięcia: \| Czerwiec, 1983 \| |
| lokalizacja:                           | Plac Jana Pawła II |
| autor/fundator:                        | ufundowało Towarzystwo Przyjaciół Ziemi Łomżyńskiej |
| data odsłonięcia:                      | Czerwiec, 1983 |

## Tablice
| Tablice upamiętniające – Łomżyńska Dolina Pamięci | Tablice upamiętniające – Łomżyńska Dolina Pamięci |
| ------------------------------------------------- | --- |
|                                                   | \| lokalizacja: \| ulica Kardynała Stefana Wyszyńskiego 11, przy Sanktuarium Miłosierdzia Bożego w Łomży \| \| fundator: \| Zarząd Obwodu Światowego Związku Żołnierzy Armii Krajowe \| \| data odsłonięcia: \| 1 września 2006 \| |
| lokalizacja:                                      | ulica Kardynała Stefana Wyszyńskiego 11, przy Sanktuarium Miłosierdzia Bożego w Łomży |
| fundator:                                         | Zarząd Obwodu Światowego Związku Żołnierzy Armii Krajowe |
| data odsłonięcia:                                 | 1 września 2006 |

| Tablica upamiętniająca internowanych legionistów w Łomży | Tablica upamiętniająca internowanych legionistów w Łomży |
| -------------------------------------------------------- | --- |
|                                                          | \| lokalizacja: \| Aleja Legionów 131 (koszary Jednostki Wojskowej nr 1511, budynek nr 2) \| \| fundator: \| Społeczny Komitet Fundacyjny \| \| data odsłonięcia: \| 11 listopada 2012 \| |
| lokalizacja:                                             | Aleja Legionów 131 (koszary Jednostki Wojskowej nr 1511, budynek nr 2) |
| fundator:                                                | Społeczny Komitet Fundacyjny |
| data odsłonięcia:                                        | 11 listopada 2012 |

| Tablica upamiętniająca zamordowanych przez PUBP | Tablica upamiętniająca zamordowanych przez PUBP                                                                                                  |
| ----------------------------------------------- | --- |
|                                                 | \| lokalizacja: \| ulica Nowogrodzka 5 \| \| fundator: \| Towarzystwo Przyjaciół Ziemi Łomżyńskiej \| \| data odsłonięcia: \| 21 czerwca 2013 \| |
| lokalizacja:                                    | ulica Nowogrodzka 5 |
| fundator:                                       | Towarzystwo Przyjaciół Ziemi Łomżyńskiej |
| data odsłonięcia:                               | 21 czerwca 2013 |

| Tablica w hołdzie Tadeuszowi Kościuszko | Tablica w hołdzie Tadeuszowi Kościuszko                                                                      |
| --------------------------------------- | --- |
|                                         | \| lokalizacja: \| ulica Bernatowicza 4 \| \| autor: \| Ferdynand Jarocha \| \| data odsłonięcia: \| 1968 \| |
| lokalizacja:                            | ulica Bernatowicza 4                                                                                         |
| autor:                                  | Ferdynand Jarocha                                                                                            |
| data odsłonięcia:                       | 1968 |

| Tablica w hołdzie Leonowi Kaliwodzie | Tablica w hołdzie Leonowi Kaliwodzie                                                                                |
| ------------------------------------ | --- |
|                                      | \| lokalizacja: \| ulica Sieniewicza 10 \| \| fundator: \| nieznany \| \| data odsłonięcia: \| 11 listopada 1933 \| |
| lokalizacja:                         | ulica Sieniewicza 10                                                                                                |
| fundator:                            | nieznany |
| data odsłonięcia:                    | 11 listopada 1933                                                                                                   |

| Tablica łomżyńskiego getta | Tablica łomżyńskiego getta                                                                                                  |
| -------------------------- | --- |
|                            | \| lokalizacja: \| ulica Senatorska 6 \| \| fundator: \| społeczeństwo Ziemi Łomżyńskiej \| \| data odsłonięcia: \| 1986 \| |
| lokalizacja:               | ulica Senatorska 6 |
| fundator:                  | społeczeństwo Ziemi Łomżyńskiej                                                                                             |
| data odsłonięcia:          | 1986 |

| Tablica w hołdzie patriotom polskim | Tablica w hołdzie patriotom polskim |
| ----------------------------------- | --- |
|                                     | \| lokalizacja: \| Aleja Legionów 36 \| \| fundator: \| Związek Więźniów Politycznych Okresu Stalinowskiego \| \| data odsłonięcia: \| 1994 \| |
| lokalizacja:                        | Aleja Legionów 36 |
| fundator:                           | Związek Więźniów Politycznych Okresu Stalinowskiego                                                                                            |
| data odsłonięcia:                   | 1994 |